# Педуря-Домняске
Педу́ря Домня́ске (рум. Pădurea Domnească) — науковий заповідник, заснований в Молдові в 1993 році на площі, що дорівнює 6032 га. Заповідник «Педуря Домняске» було створено ще в XV столітті, в період правління господаря Александру чел Бун, щоправда, не у всі часи він зберігав свій статус. Половина території цього заповідника — 3054 га — представлена лісовими масивами, в основному це заплавні ліси, які розрізняються за домінуючою породою, нею може бути дуб звичайний, верба або тополя біла.

## Розташування та біорізноманіття
Лісові масиви дуба черешчатого поширені на підвищених ділянках заповідника Педуря Домняске. Зрозуміло, в цих лісах компанію дубу можуть створювати й інші рослини, наприклад, та ж біла тополя. Також тут частенько зустрічаються клен польовий і в'яз. Середній ярус чагарників представлений бирючиною, чорною бузиною, ліщиною, кизилом, бересклетом європейським і навіть рослиною з роду ліан — диким виноградом. Нижній ярус, він же трав'яний, зайнятий кропивою, жерушником, зірочником, сниттю та іншими рослинами.
На меншій висоті зустрічаються в заповіднику Педуря Домняске вербові ліси. Вони сконцентровані поблизу русла Прута, в місці виходу ґрунтових вод на поверхню землі. Загалом рослинний світ заповідника Педуря Домняске налічує близько 575 видів рослин, 40 з яких є надзвичайно рідкісними.
Разом з тим рідкісні види є й серед тваринного світу заповідної території. Є велика можливість побачити їх на власні очі, перетинаючи стежки природоохоронної території. Це і видра, і лісова куниця, і навіть горностай. Примітний і такий місцевий житель, як лісовий кіт, навіть співробітникам заповідника не часто вдається побачити його, проте все ж таки хоч і рідкісні, але зустрічі з твариною відбуваються. Плазуни і земноводні регіону представлені часничницею, болотною черепахою і мідянкою. Орнітофауна місцевості нараховує 159 різновидів пернатих, з яких свої гніздування в межах природоохоронної зони влаштовують 107 видів. Найпримітніші такі рідкісні птахи, як чорний лелека, жовта чапля, осоїд, косар, велика біла чапля, малий підорлик та ін.
Тільки побувши на просторах даної заповідної зони можна дізнатися, що місцеві чаплі не будують гнізд на болотах в очереті, вони їх споруджують на деревах. Чапель тут дійсно так багато, що місцеві жителі навіть прозвали територію «країною чапель».
Іншим примітним об'єктом в природоохоронній зоні є місцевість «Ста курганів», оповита сотнями таємниць. Не відомо, наприклад, як утворилися ці тисячі курганів і чому всі вони як один витягнуті паралельними рядами вздовж лівого берега Прута. Найчастіше вірять в те, що кургани є не що інше, як коралові відкладення, присипані землею. Хоча деяким хочеться думати інакше — що кургани є не що інше, як поховання воїнів, загиблих в боях.
Звичайно всі гості заповідної території Педуря Домняске спрямовуються і до місцевих Товтр, щоб проникнути в саму глиб древніх печер.
Тут народилося зубреня. Це значна подія, адже зубри внесені до Червоної книги країни, а також охороняються ЮНЕСКО. Нині у світі не так багато зубрів, і народжене тут зубреня стало 381-м зубром на землі.
Адреса: село Кобану, повіт Белць.

## Галерея

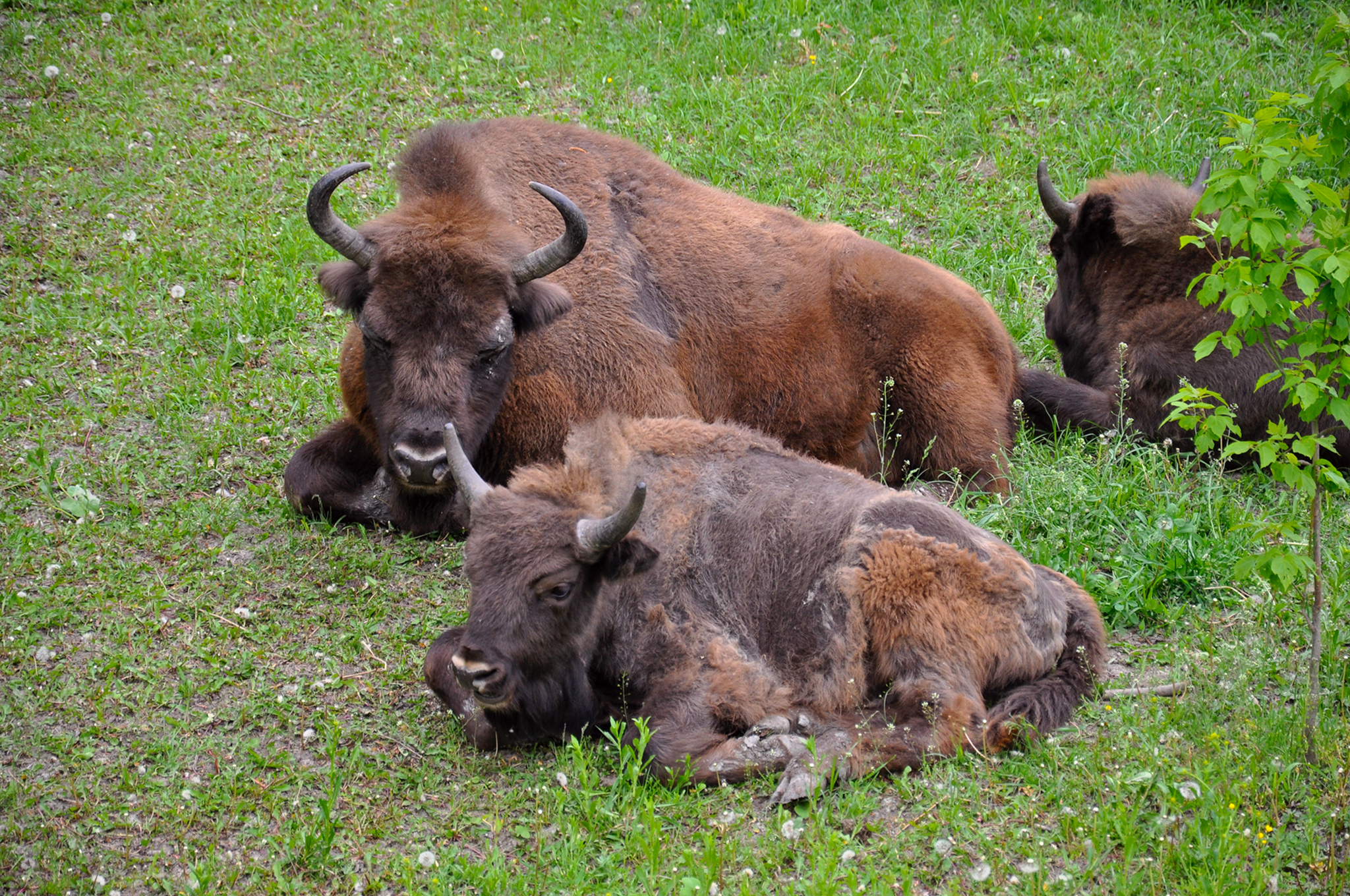
Зубри
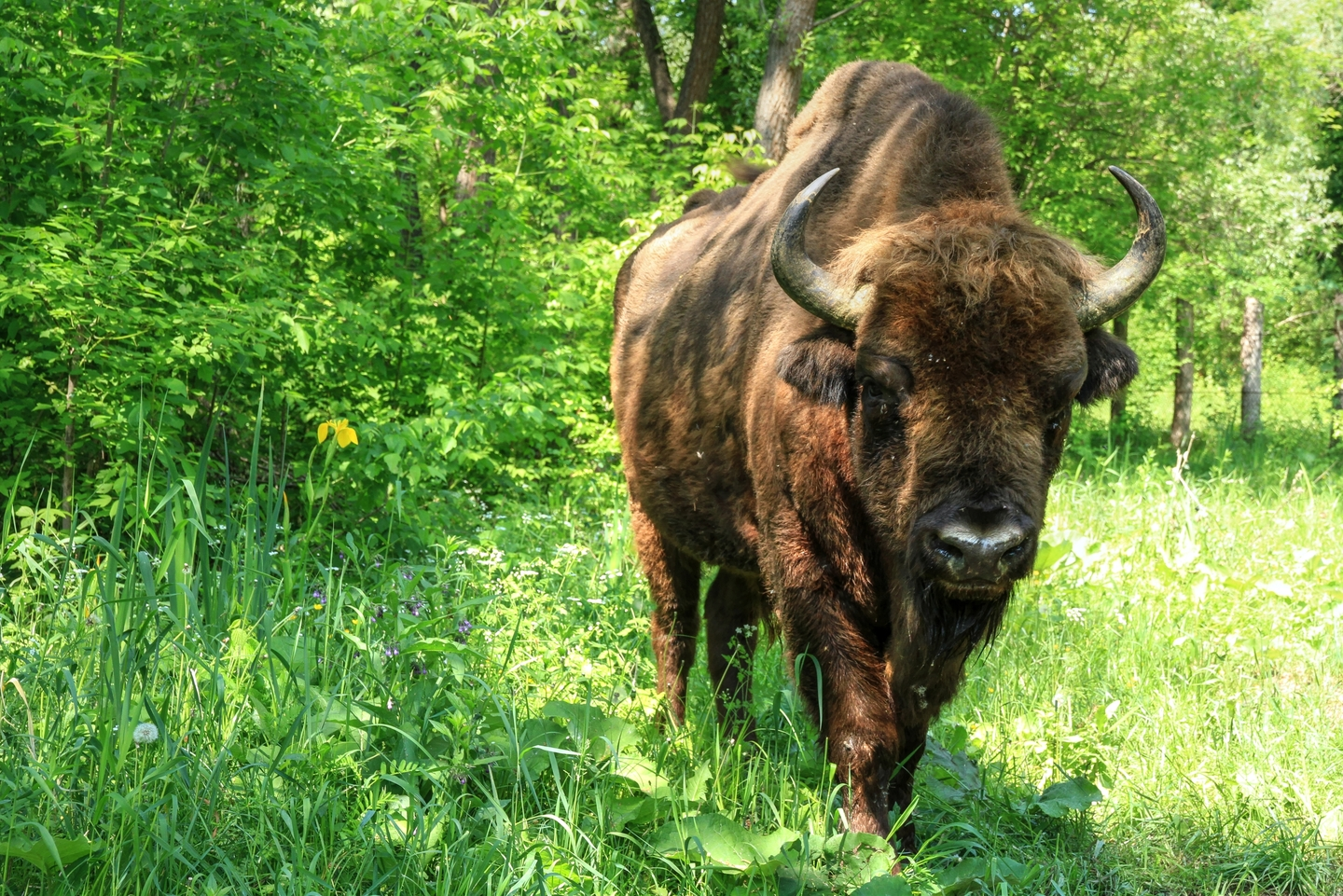
Зубри
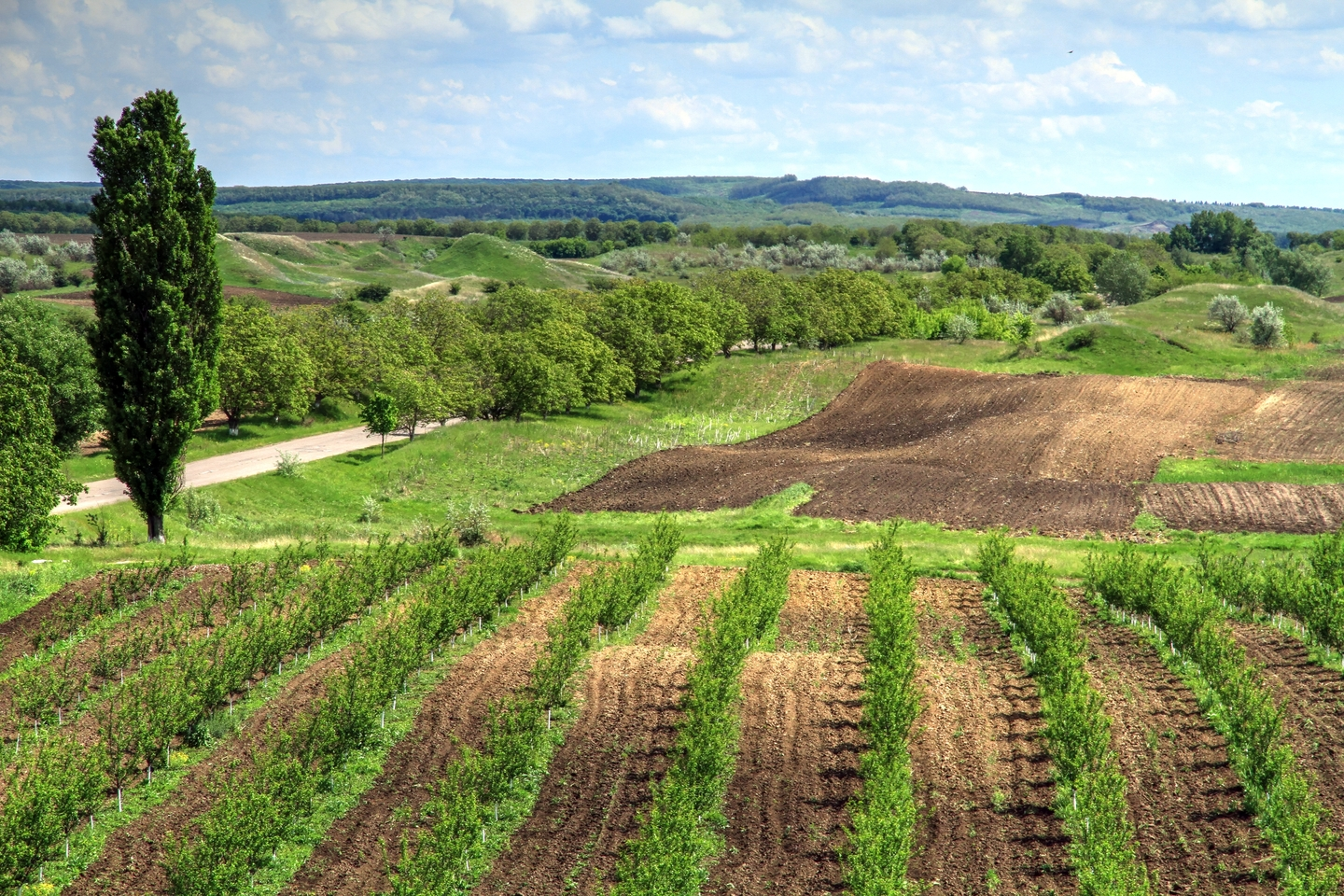
«Сто могил»
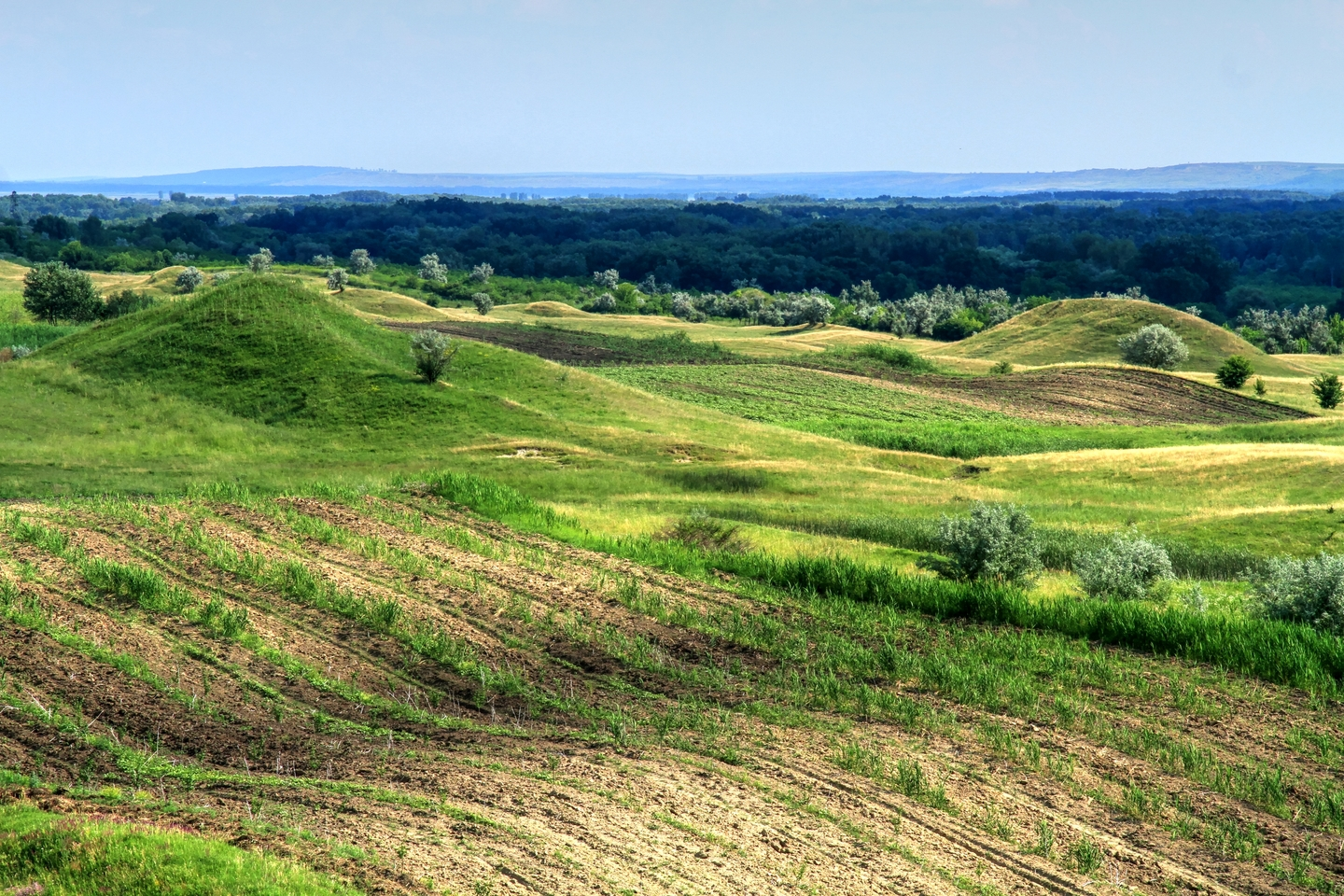
«Сто могил»
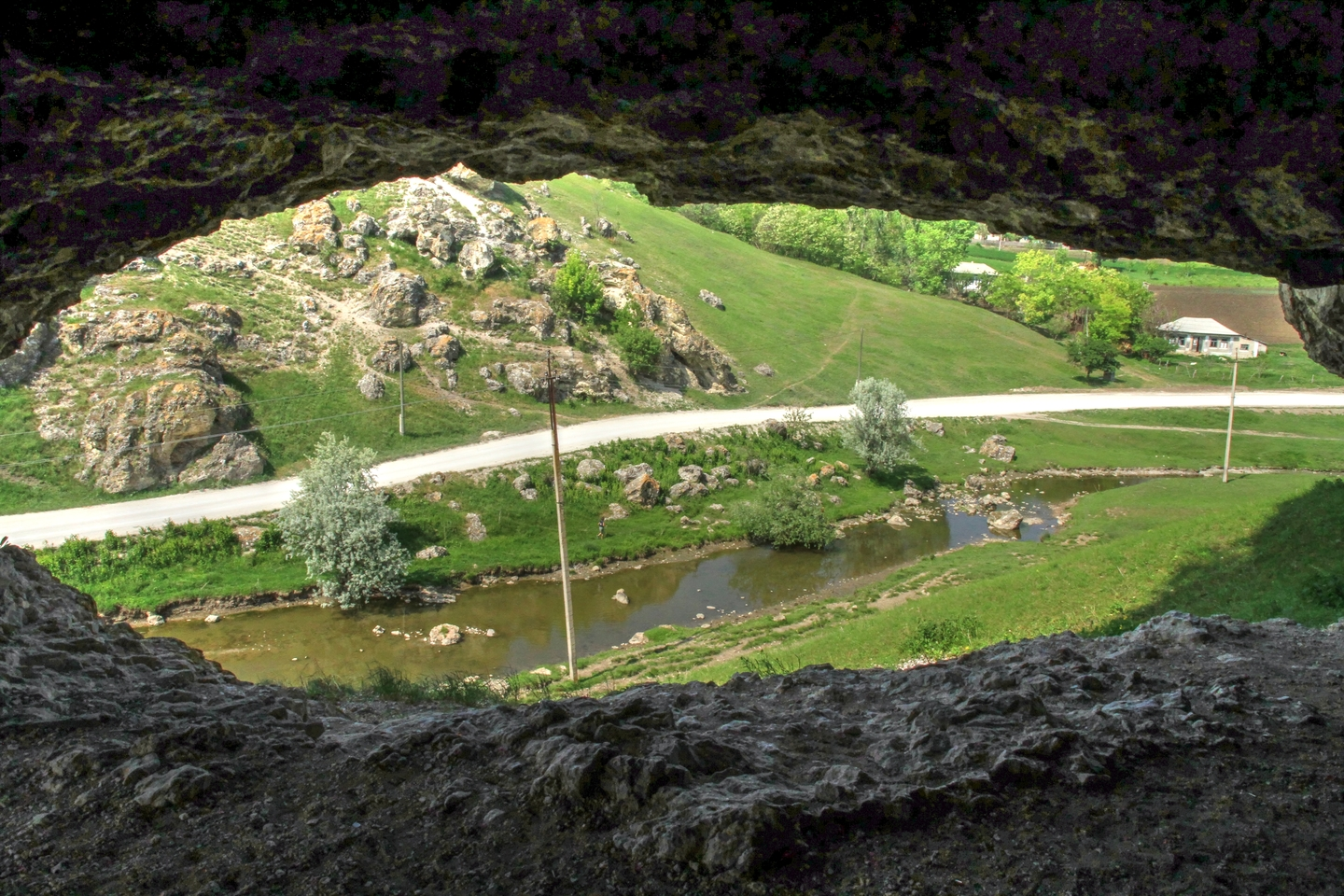
Долина Cheile Buteşti
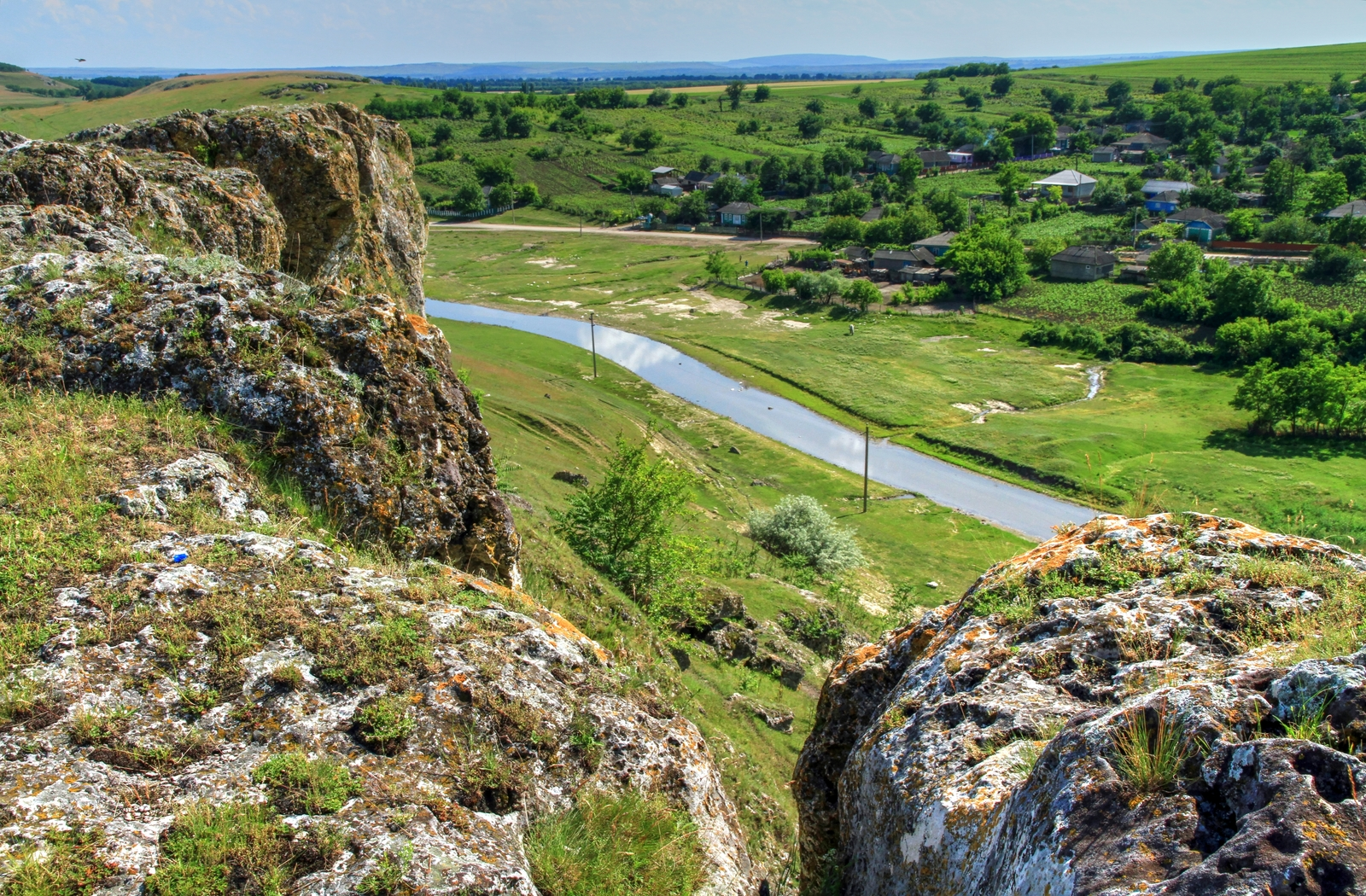
Риф Stînca Mare
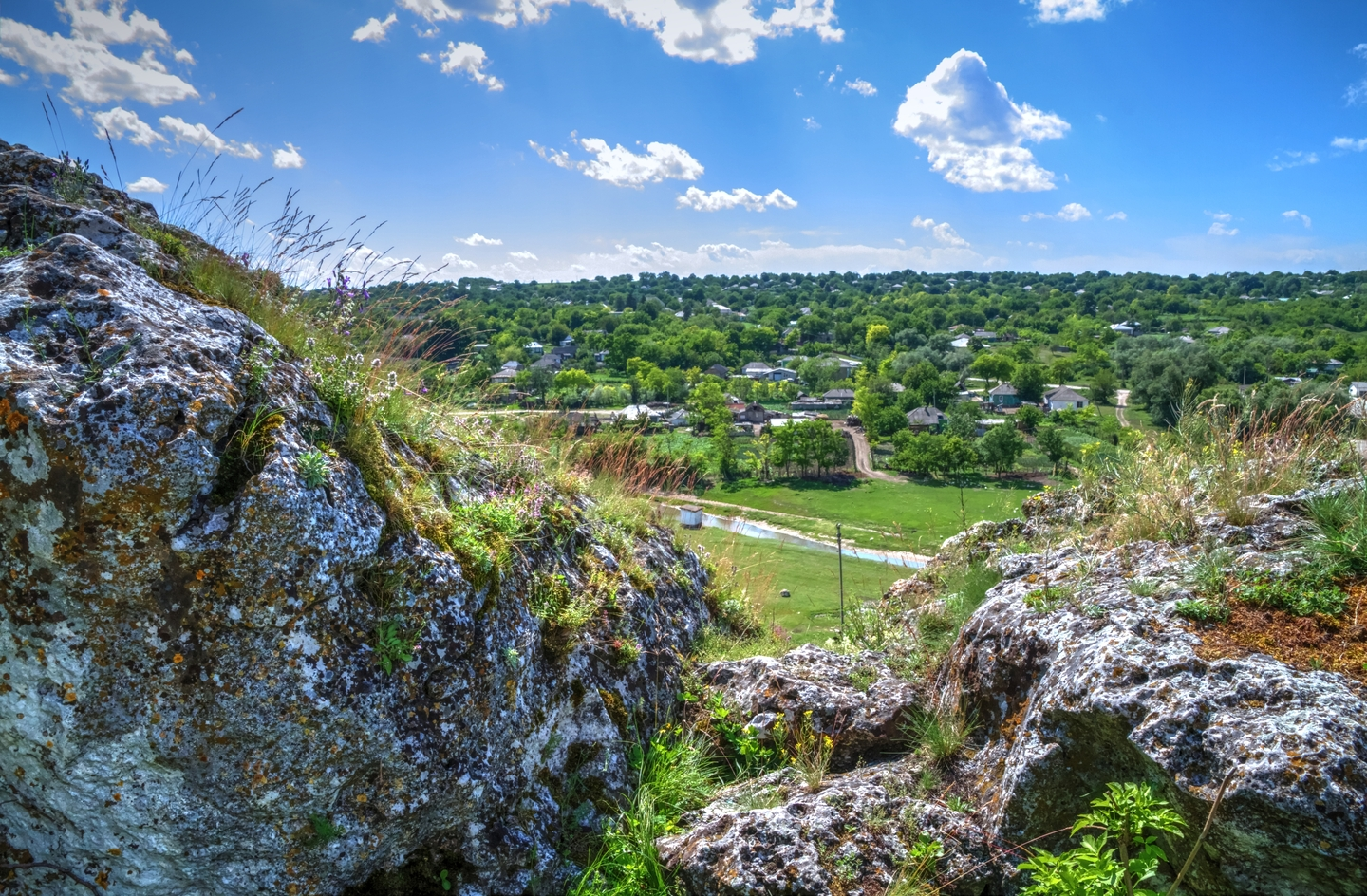
Риф Stînca Mare

## Ресурси Інтернету
- [Архівовано 14 січня 2012 у Wayback Machine.]
- [недоступне посилання з липня 2019]